# Maximilian Großer
Maximilian Großer (* 23. Juli 2001 in Dresden) ist ein deutscher Fußballspieler. Der Innenverteidiger wurde bei Dynamo Dresden ausgebildet und steht seit 2023 bei Arminia Bielefeld unter Vertrag.

## Karriere
Großer begann im Sommer 2007 im Alter von 6 Jahren in der Jugendabteilung von Dynamo Dresden mit dem Fußballspielen. Er durchlief fortan alle Jugendmannschaften und spielte u. a. mit den B1-Junioren (U17) in der Saison 2017/18 in der B-Junioren-Bundesliga sowie mit den A-Junioren (U19) in den Spielzeiten 2018/19 und 2019/20 in der A-Junioren-Bundesliga, wobei er überwiegend im defensiven Mittelfeld und teilweise als Innenverteidiger zum Einsatz kam. In seinem letzten Juniorenjahr durfte er unter Markus Kauczinski teilweise mit der Profimannschaft trainieren. Am letzten Spieltag debütierte der 19-Jährige in der 2. Bundesliga, als er kurz vor dem Spielende eingewechselt wurde. Der Abstieg der Profimannschaft in die 3. Liga war vor dem Spiel jedoch nur noch theoretisch abzuwenden.
Zur Saison 2020/21 unterschrieb Großer seinen ersten Profivertrag mit einjähriger Laufzeit. Er kam allerdings nicht über die Rolle des Reservisten hinaus und wurde in der Liga lediglich 4-mal kurz vor dem Spielende eingewechselt. Hinzu kamen ein knapp 30-minütiger Einsatz im DFB-Pokal und 2 Einsätze über die volle Spielzeit im Sachsenpokal. Nachdem Großer aufgrund einer älteren Knieverletzung bereits länger unter Knieproblemen gelitten hatte, wurde er Anfang April 2021 operiert. Dynamo Dresden schaffte unter Alexander Schmidt, der Kauczinski nach Großers Operation abgelöst hatte, in dieser Saison als Meister den direkten Wiederaufstieg in die 2. Bundesliga, woraufhin er den Verein mit seinem Vertragsende verließ.
Zur Saison 2021/22 schloss sich Großer in der viertklassigen Regionalliga Nord der zweiten Mannschaft des Hamburger SV an. Dort etablierte er sich als Stammspieler im defensiven Mittelfeld und kam auf 29 Regionalligaeinsätze (27-mal von Beginn), in denen er ein Tor erzielte. Daraufhin durfte Großer gemeinsam mit seinem Teamkollegen Jonah Fabisch die ersten Einheiten der Sommervorbereitung 2022 bei der Profimannschaft von Tim Walter absolvieren. In das Trainingslager wurden sie jedoch nicht mitgenommen. Großer verbleibt somit auch in der Saison 2022/23 in der zweiten Mannschaft. Er kam in 32 Ligaspielen (29-mal von Beginn) zum Einsatz, erzielte 2 Tore und wurde mit der Mannschaft Vizemeister. Anschließend verließ er den Verein mit seinem Vertragsende.
Zur Saison 2023/24 wechselte Großer ablösefrei zum Drittligisten Arminia Bielefeld. Beim Zweitligaabsteiger traf er auf den Sport-Geschäftsführer Michael Mutzel, der ein Jahr zuvor noch Sportdirektor beim HSV gewesen war. Mit der Arminia gewann er in seiner ersten Saison den Westfalenpokal. In der Saison 2024/25 wurde Großer unter Michél Kniat mit Arminia Bielefeld Drittligameister, Westfalenpokalsieger und erreichte den Einzug in das DFB-Pokal-Finale 2025, in dem man dem VfB Stuttgart mit 2:4 unterlag. 

## Titel
- Deutscher Drittligameister und Aufstieg in die 2. Bundesliga (2): 2021 (Dynamo Dresden), 2025 (Arminia Bielefeld)
- Westfalenpokalsieger (2): 2024, 2025 (beide Arminia Bielefeld)